# Mount Vernon (Alabama)
Mount Vernon és una població dels Estats Units a l'estat d'Alabama. Segons el cens del 2000 tenia 844 habitants.

## Demografia
Segons el cens del 2000, Mount Vernon tenia 844 habitants, 333 habitatges, i 228 famílies. La densitat de població era de 172,4 habitants/km².
Dels 333 habitatges en un 28,8% hi vivien nens de menys de 18 anys, en un 50,8% hi vivien parelles casades, en un 14,4% dones solteres, i en un 31,5% no eren unitats familiars. En el 30% dels habitatges hi vivien persones soles el 16,2% de les quals corresponia a persones de 65 anys o més que vivien soles. El nombre mitjà de persones vivint en cada habitatge era de 2,53 i el nombre mitjà de persones que vivien en cada família era de 3,19.
Per edats la població es repartia de la següent manera: un 26,2% tenia menys de 18 anys, un 8,6% entre 18 i 24, un 26,1% entre 25 i 44, un 22,4% de 45 a 60 i un 16,7% 65 anys o més.
L'edat mediana era de 38 anys. Per cada 100 dones hi havia 87,1 homes. Per cada 100 dones de 18 o més anys hi havia 81,1 homes.
La renda mediana per habitatge era de 29.861 $ i la renda mediana per família de 36.786 $. Els homes tenien una renda mediana de 30.347 $ mentre que les dones 18.750 $. La renda per capita de la població era de 12.551 $. Aproximadament el 19,8% de les famílies i el 22,8% de la població estaven per davall del llindar de pobresa.

## Poblacions més properes
El següent diagrama mostra les poblacions més properes.